# Cheryl Miller (basket-ball)
Pour les articles homonymes, voir Cheryl Miller et Miller.
Cheryl Miller est une ancienne joueuse de basket-ball américaine née le 3 janvier 1964 à Riverside, Californie.
Elle est reconnue pour être l'une des plus grandes joueuses de lycée et universitaire de tous les temps. Elle obtient également un titre olympique et un titre mondial avec la sélection américaine. Elle est ensuite entraîneur dans les années 1990 et commente ensuite des matchs NBA pour la télévision américaine.
Son frère est le joueur Hall of Famer Reggie Miller, qui porte comme elle le numéro 31 pendant sa carrière aux Pacers de l'Indiana.

## Biographie

### High School
Cheryl commence à faire parler d'elle dès le championnat High School alors qu'elle évolue au lycée polytechnique de Riverside. 
Entre 1978 et 1982, elle présente un bilan de 132 victoires pour 4 défaites en compilant 32,8 points et 15 rebonds par match, remportant quatre titres California Interscholastic Federation-Southern Section
championships, dont le dernier en réalisant une saison sans la moindre défaite. Lors de cette dernière saison, elle devient la première joueuse à franchir la barre des 100 points inscrits dans une seule rencontre, avec 105 points face à Notre Vista High School. Elle reçoit des distinctions nationales avec quatre nominations All-American par le magazine Parade : elle est d'ailleurs la première à obtenir cette récompense quatre années de suite, quel que soit le sexe. Elle est également nommée deux fois joueuse de l'année par Street & Smith.

### Université du Sud de la Californie

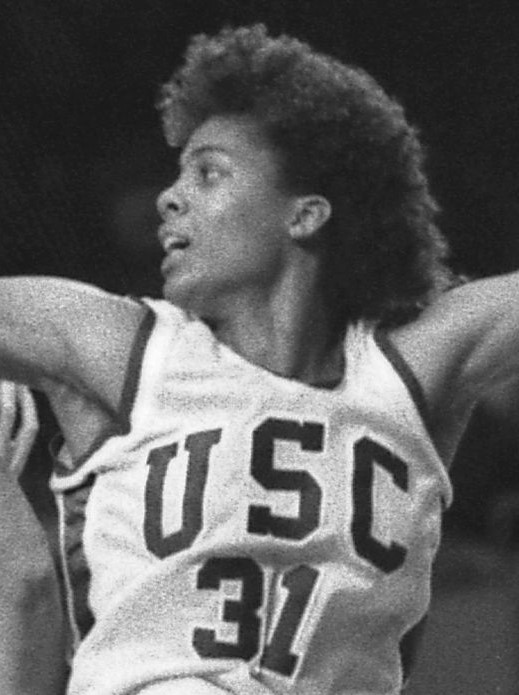
Sous le maillot des Trojans.

Elle rejoint ensuite l'université du Sud de la Californie (USC), où, pendant quatre années, elle évolue avec l'équipe des Trojans de l'USC. Dès sa première saison avec cette équipe, elle est l'une des deux joueuses majeures, avec Cynthia Cooper. Elle conduisent les Trojans au Final Four du Championnat NCAA, parvenant ensuite en finale après une victoire 81 à 57 face aux Georgia Bulldogs. En finale, les Trojans remportent le premier titre nationale de l'équipe de basket-ball en s'imposant 69 à 67 face à Louisiana Tech. Lors de celle-ci, elle inscrit 27 points, quatre contres, réalise quatre interceptions et capte neuf rebonds. Elle est récompensée du titre de Most Outstanding Player, meilleure joueuse du tournoi NCAA.
USC atteint de nouveau la finale du championnat national la saison suivante après avoir éliminé son adversaire de la finale 1983 en demi-finale, en particulier grâce aux 22 points, dont les cinq derniers de son équipe, de Cheryl Miller. Lors de la finale, finalement remportée 72 à 61 face à Lady Volunteers du Tennessee, elle inscrit 16 points. Elle obtient son second trophée consécutif de Most Outstanding Player.
Après deux titres, USC échoue en demi-finale régionale, ou sweet sixteen, face aux Long Beach State 49ers de l'université d'État de Californie à Long Beach. L'année suivante, Cheryl Miller dispute son troisième Final Four. C'est Tennessee qui met un terme à la carrière universitaire de Miller en s'imposant 83 à 59 lors de la demi-finale.
Durant sa carrière universitaire, elle établit de nombreux records : en 2011, avec 3 018 points, elle figure toujours en sixième position au classement du total des points marqués en NCAA,. Elle figure également dans le Top 10 des rebondeuses de l'histoire de la NCAA avec 1 534, soit 12 rebonds par matches, la meilleure joueuse de ce classement étant Courtney Paris avec 2 034 prises.
Elle fait partie des joueuses réussissant le plus de double-double de l'histoire de la NCAA, cinquième après 2011 avec 72, réussissant une série de 18 réussis de manière consécutive en novembre 1984 et février 1985. À sa sortie de l'université, elle établit également les records de l'école pour la moyenne de points, 22,3 par matches, le nombre de tirs réussis, 1 159 et le nombre de lancer-francs réussis avec 700.

### Sélection américaine
Dès 1983, elle rejoint la sélection américaine - où évolue également une autre joueuse des Trojans Pam McGee - qui dispute le mondial 1983. Lors de cette compétition, où les américaines subissent deux défaites face à l'URSS, dont la finale sur le score de 84 à 82, Cheryl Miller termine meilleure marqueuse et rebondeuse de sa sélection avec 17,6 points et 4,4 rebonds. 
Elle dispute la saison suivante les Jeux olympiques de Los Angeles où les Américaines terminent invaincues et remportent le titre olympique. Avec 16,5 points de moyenne, elle est de nouveau la meilleure marqueuse de son équipe. Elle est également la meilleure rebondeuse avec une moyenne de 7 prises.
En 1986, elle remporte un titre mondial en l'emportant 108 à 88 face à l'URSS, rencontre où elle inscrit 24 points et capte 15 rebonds. Elle présente des statistiques de 18,0 points et 7,9 rebonds, meilleure marqueuse de son équipe et seconde rebondeuse derrière Anne Donovan.

### Post-carrière
Au terme de son cursus universitaire, elle est sélectionnée (draftée) dans de nombreuses ligues professionnelles dont une masculine (USBL). Mais des problèmes de genou mettent un terme à sa carrière de joueuse.
Elle commence alors une carrière en tant qu'entraîneur avec USC (1993-1995), puis avec la franchise de WNBA du Mercury de Phoenix (1997-2000). Durant ces quatre saisons, son équipe parvient à trois reprises à disputer les playoffs. En 1998, le Mercury atteint même les finales WNBA pour tomber face aux Comets de Houston. Elle démissionne de ce poste en 2000, présentant un bilan de 70 victoires, 52 défaites. 
En parallèle de sa carrière d'entraîneur, elle travaille dans le monde de la télévision. Elle débute chez ABC, notamment comme reporter pour l'émission Wide World of Sports où pour le commentaire de matches universitaires. Elle rejoint plus tard, en septembre 1995, le groupe Turner Entertainment où elle travaille pour TBS, TNT. En novembre 1996, elle devient la première femme à commenter, pour TBS, un match NBA diffusé de manière nationale.
Coach des Lions de Langston à Langston (Oklahoma) en NAIA de 2014 à 2016, elle rejoint ensuite Cal State.

## Palmarès

### Lycée (High School)
- Nommée All-American par Parade Magazine à quatre reprises. Premier joueur (homme ou femme) à réaliser cela[2].
- Joueuse américaine de l'année (High School) en 1981 et 1982[2].

### Université (College)
Sa carrière universitaire est ponctuée de nombreuses récompenses individuelles : elle est nommée All-American par la State Farm/WBCA en 1983, 1984, 1985, 1986, organisme qui lui octroie de surcroit le titre de joueuse de l'année en 1985 et 1986. Elle reçoit également le titre de (State Farm Wade Trophy) en 1985. Durant les quatre années de sa carrière universitaire, elle figure parmi les finalistes des prétendantes au titre de Naismith College Player of the Year, titre qu'elle remporte trois fois consécutivement de 1984 à 1986.
Elle est nommée Most Outstanding Player, meilleure joueuse du tournoi NCAA lors des deux victoires de son université dans le championnat NCAA, en 1983 et 1984.
Pour honorer sa carrière au sein de son équipe des Trojans, l'université du Sud de la Californie a retiré son maillot no 31 en 1986, devenant la première personnalité du basket-ball, homme et femme réunis, à recevoir cet honneur. L'université renouvelle cette cérémonie en novembre 2006, cérémonie qui honore également de la même façon une autre joueuses des Trojans, Lisa Leslie. 
En 1986, elle est nommée meilleur joueur de basket-ball par Sports Illustrated, hommes et femmes confondus.
Cheryl Miller entre dans le Basketball Hall of Fame en 1995, puis, figure dans la première promotion du Women's Basketball Hall of Fame. Enfin, elle est également élue dans le FIBA Hall of Fame où elle est introduite au titre de la promotion 2010.